# Бреусівська волость
Бреусівська волость — адміністративно-територіальна одиниця Кобеляцького повіту Полтавської губернії з центром у селі Бреусівка.
Старшинами волості були:
- 1904 року козак Іван Максимович Сердюк[1];
- 1913 року Микола Іванович Савенко[2];
- 1915 року Андрій Мусійович Шуліка[3].